# Maren Collin
Maren Collin, verheiratete Knickenberg (* 20. Dezember 1938 in Würzburg), ist eine ehemalige deutsche Leichtathletin, die bei den Europameisterschaften 1962 in Belgrad mit der Staffel eine Silbermedaille gewann.
Maren Collin stand erstmals bei den Deutschen Meisterschaften 1957 mit der 4-mal-100-Meter-Staffel des Wuppertaler SV auf dem Treppchen, als die Staffel den dritten Platz belegte. 1958 lief sie im 100-Meter-Lauf bei den Deutschen Meisterschaften in 11,9 s auf den zweiten Platz, im 200-Meter-Lauf belegte sie den dritten Platz. Bei der Qualifikation für die gesamtdeutsche Mannschaft bei den Europameisterschaften 1958 in Stockholm setzten sich die DDR-Sprinterinnen durch. 1959 belegte Maren Collin den vierten Platz bei den Deutschen Meisterschaften über 100 Meter, 1960 wurde sie Fünfte. 1961 gewann sie die Meistertitel über 100 Meter in 11,9 s, und mit der 4-mal-100-Meter-Staffel in 47,1 s. Über 200 Meter belegte sie in 24,3 s den zweiten Platz hinter Jutta Heine. 1962 erreichte sie über 100 Meter den dritten Platz bei den Deutschen Meisterschaften. Bei den Europameisterschaften in Belgrad gewann die deutsche 4-mal-100-Meter-Staffel mit Erika Fisch, Martha Pensberger, Maren Collin und Jutta Heine in 44,4 s Silber hinter der polnischen Staffel.
Maren Collin gehörte dem Sportverein Wuppertaler SV an. Ihre Bestzeiten von 11,7 s über 100 Meter und 24,3 s über 200 Meter stellte sie 1961 auf. 1963 heiratete sie den Sprinter Manfred Knickenberg. In ihrer Wettkampfzeit war sie 1,65 m groß und 56 kg schwer.